# Lekkoatletyka na Letnich Igrzyskach Olimpijskich Młodzieży 2010 – bieg na 400 metrów chłopców
Bieg na 400 m chłopców na Letnich Igrzyskach Olimpijskich Młodzieży 2010 został rozegrany 17 (eliminacje) i 21 sierpnia (finały).

## Terminarz
| Data        | Godzina |                    |
| ----------- | ------- | ------------------ |
| 17 sierpnia | 11.30   | Eliminacje - Gr. 1 |
| 17 sierpnia | 11.36   | Eliminacje - Gr. 2 |
| 17 sierpnia | 11.42   | Eliminacje - Gr. 3 |
| 17 sierpnia | 11.48   | Eliminacje - Gr. 4 |
| 21 sierpnia | 9:50    | Finał D            |
| 21 sierpnia | 9:56    | Finał C            |
| 21 sierpnia | 10:02   | Finał B            |
| 21 sierpnia | 10:08   | Finał A            |

## Rezultaty
| WR - rekord świata \| CR - rekord mistrzostw \| NR - rekord kraju \| AR - rekord kontynentu                    |
| SB - najlepszy wynik w sezonie \| WL - najlepszy tegoroczny wynik na listach światowych \| PB - rekord życiowy |

### Kwalifikacje
Do zawodów przystąpiło 29 zawodników z 29 krajów. Do finału A awansowało 8 zawodników reszta wystąpiła odpowiednio w finale B, C i D.
| Poz. | Zawodniczka            | Reprezentacja                        | Rezultat | Uwagi  |
| ---- | ---------------------- | ------------------------------------ | -------- | ------ |
| 1    | Luguelin Santos        | Dominikana                           | 46.82    | QA     |
| 2    | Lukas Schmitz          | Niemcy                               | 47.27    | QA     |
| 3    | Sadam Elnour           | Sudan                                | 47.37    | QA     |
| 4    | Nikita Ugłow           | Rosja                                | 47.43    | QA     |
| 5    | Ruan Greyling          | Południowa Afryka                    | 47.60    | QA PB  |
| 6    | Alfas Kishoyan         | Kenia                                | 47.79    | QA     |
| 7    | Najee Glass            | Stany Zjednoczone                    | 47.83    | QA     |
| 8    | Leandro de Araujo      | Brazylia                             | 48.23    | QA     |
| 9    | Marco Lorenzi          | Włochy                               | 48.40    | QB     |
| 10   | Shaquille Alleyne      | Barbados                             | 48.68    | QB     |
| 11   | Golden Gunde           | Malawi                               | 48.68    | QB =PB |
| 12   | Simon Lawrence         | Dominika                             | 48.82    | QB     |
| 13   | Sebastian Wiszniewski  | Polska                               | 48.83    | QB     |
| 14   | Abdullah Abkar         | Arabia Saudyjska                     | 49.18    | QB     |
| 15   | Choi Dong-baek         | Korea Południowa                     | 49.20    | QB     |
| 16   | Luke Greco             | Australia                            | 50.82    | QC     |
| 17   | Fousseyni Tamboura     | Mali                                 | 50.96    | QC     |
| 18   | Omar Ceesay            | Gambia                               | 52.09    | QC     |
| 19   | Lennox Williams        | Jamajka                              | 52.27    | QC     |
| 20   | Jimmy Thoronka         | Sierra Leone                         | 52.83    | QC     |
| 21   | Jalil Salmon           | Antigua i Barbuda                    | 53.55    | QC     |
| 22   | Davy Julien Edou       | Gabon                                | 53.59    | QC     |
| 23   | David Walter           | Wyspy Dziewicze Stanów Zjednoczonych | 53.90    | QD     |
| 24   | Stanley Sipolo         | Wyspy Salomona                       | 54.53    | QD     |
| 25   | Michael Gaitan         | Guam                                 | 55.07    | QD     |
| 26   | Maima Moiya            | Tuvalu                               | 1:03.28  | QD     |
|      | Yorghena Embole Mokulu | Demokratyczna Republika Konga        | DNF      | QD     |
|      | Rosen Daniel           | Saint Lucia                          | DNF      | QD     |
|      | Djato Emmanuel         | Czad                                 | DSQ      | QD     |

### Finały
Finał D
| Poz. | Zawodniczka            | Reprezentacja                        | Rezultat | Uwagi |
| ---- | ---------------------- | ------------------------------------ | -------- | ----- |
| 1    | Djato Emmanuel         | Czad                                 | 51.03    | SB    |
| 2    | Yorghena Embole Mokulu | Demokratyczna Republika Konga        | 51.24    |       |
| 3    | David Walter           | Wyspy Dziewicze Stanów Zjednoczonych | 52.50    |       |
| 4    | Michael Gaitan         | Guam                                 | 55.20    |       |
|      | Stanley Sipolo         | Wyspy Salomona                       | DNS      |       |
|      | Rosen Daniel           | Saint Lucia                          | DNS      |       |
|      | Maima Moiya            | Tuvalu                               | DNS      |       |

Finał C
| Poz. | Zawodniczka        | Reprezentacja     | Rezultat | Uwagi |
| ---- | ------------------ | ----------------- | -------- | ----- |
| 1    | Omar Ceesay        | Gambia            | 50.07    | SB    |
| 2    | Luke Greco         | Australia         | 50.76    |       |
| 3    | Fousseyni Tamboura | Mali              | 51.01    |       |
| 4    | Jalil Salmon       | Antigua i Barbuda | 52.58    |       |
| 5    | Davy Julien Edou   | Gabon             | 54.15    |       |
|      | Jimmy Thoronka     | Sierra Leone      | DSQ      |       |
|      | Lennox Williams    | Jamajka           | DNS      |       |

Finał B
| Poz. | Zawodniczka           | Reprezentacja    | Rezultat | Uwagi |
| ---- | --------------------- | ---------------- | -------- | ----- |
| 1    | Marco Lorenzi         | Włochy           | 48.31    |       |
| 2    | Shaquille Alleyne     | Barbados         | 48.35    |       |
| 3    | Choi Dong-baek        | Korea Południowa | 48.42    | PB    |
| 4    | Sebastian Wiszniewski | Polska           | 48.45    |       |
| 5    | Abdullah Abkar        | Arabia Saudyjska | 48.51    |       |
| 6    | Golden Gunde          | Malawi           | 48.71    |       |
| 7    | Simon Lawrence        | Dominika         | 49.26    |       |

Finał A
| Poz. | Zawodniczka       | Reprezentacja     | Rezultat | Uwagi |
| ---- | ----------------- | ----------------- | -------- | ----- |
|      | Luguelin Santos   | Dominikana        | 47.11    |       |
|      | Ruan Greyling     | Południowa Afryka | 47.22    | PB    |
|      | Alfas Kishoyan    | Kenia             | 47.24    | PB    |
| 4    | Sadam Elnour      | Sudan             | 47.32    |       |
| 5    | Leandro de Araujo | Brazylia          | 47.59    | PB    |
| 6    | Najee Glass       | Stany Zjednoczone | 47.65    |       |
| 7    | Nikita Ugłow      | Rosja             | 48.15    |       |
| 8    | Lukas Schmitz     | Niemcy            | 48.70    |       |